# Washington prelazi rijeku Delaware
Washington prelazi rijeku Delaware (engl. Washington Crossing the Delaware) je slika koju je naslikao Emanuel Leutze, američki je slikar njemačkoga podrijetla, 1851. godine. Slika prikazuje povijesni događaj iz Američkog rata za neovisnost, i jedna je od najprepoznatljivijih slika u povijesti američke umjetnosti uopće.

## Povijest
Slika prikazuje povijesni događaj kada je general George Washington u noći s 25. na 26. prosinca 1776. prešao preko zaleđene rijeke Delaware kako bi izveo iznenadni napad na hessenske snage kod Trentona u New Jerseyju.
Ovu svoju najpoznatiju sliku, Leutze je naslikao u Düsseldorfu, gdje je obrazovao američke studente, ali i djelovao u duhu Revolucija 1848. – 1849., ohrabrujući europske liberalne reforme primjerima iz Američke revolucije. Slika sadrži impresije o krajoliku rijeke Rajne kod Kaiserwertha. Druga inačica ove slike u posjedu je Metropolitan muzeja u New Yorku, dok je prva izgorjela tijekom Drugog svjetskog rata u Kunsthallu u Bremenu. Leutze je naslikao i treću inačicu koja se nalazila u prijemnom dijelu Zapadnog krila Bijele kuće, no sada je Muzeju pomorske umjetnosti u Winoni, Minnesota. U travnju 2022. Christie's je objavio da će manja slika biti prodana na aukciji u svibnju, po pretprodajnoj procjeni od 15 do 20 milijuna dolara.

## Odlike
General Washington je naglašen neprirodno svijetlim nebom, a njegovo lice gleda nadolazeće sunce. Od boja uglavnom prevladavaju tamni tonovi, kao što se može očekivati u zoru, ali ima i crvene svjetlosti koja se ponavljala tijekom slikanja. Skraćenje likova, perspektiva i udaljeni brodovi pridonose dubini prikazanog prostora i naglašavaju čamac na kojemu je Washington. Ljudi na čamcu predstavljaju presjek američkih kolonija, uključujući i muškarca sa škotskom kapom i čovjeku afričkog podrijetla okrenutih leđima na prednjem dijelu broda, zapadnjačkih pušaka na pramcu i krmi, dva seljaka s velikim šeširima leđima blizu jedan drugog (jedan sa zavojem oko glave), i androgenu osobu u crvenoj košulji, predstavljajući ženu u muškoj odjeći. Također, na stražnjem dijelu čamca nalazi se muškarac koji nosi odjeću američkih indijanaca kako bi predstavio ideju da su svi ljudi u novim Sjedinjenim Američkim Državama zajedno s Washingtonom na putu ka pobjedi i uspjehu. Prema izložbenom katalogu iz 1853. godine, čovjek koji stoji pokraj Washingtona i drži zastavu je poručnik James Monroe, budući predsjednik Sjedinjenih Država, a čovjek koji se naslanja na stranu je general Nathanael Greene. Također, general Edward Hand je prikazan kako sjedi i drži šešir u plovilu.
No, umjetnička sloboda je dovela do nekih odstupanja od povijesnih činjenica. Na primjer, čamac (pogrešnog modela) izgleda premalen da bi nosio sve putnike i ostane na površini, ali to naglašava borbu vojnika koji veslaju. Osim nadolazećeg sunca postoji i fantomski izvor svjetlosti, što se može vidjeti na licu prednjeg veslača i sjene na vodi, kako bi se dodala dubina. Zastava Sjedinjenih Američkih Država, koja je prikazana na slici, nije još postojala kada je Washington prelazio Delaware. Također, Delaware u onome što se sada naziva Washington Crossing daleko je uži od rijeke prikazane na slici.